# Karl Ludwig Ferdinand Kerstan
Karl Ludwig Ferdinand Kerstan (Prága, 1847. október 22. – Mödling, 1922. március 3.) osztrák festő, író.

## Élete
Apja a drezdai Wilhelm Heinrich Ferdinand Kerstan, anyja a hanaui Johanna Zeuner volt. Apjának ez volt a második házassága, első felesége, Christiane Friederike Richter 1841-ben hunyt el Prágában. Az első házasság gyermektelen volt. Karl apja a C.A. Fiedler kereskedőház igazgatója volt Prágában, s 1849-ben halt meg. Anyja 1851-ben feleségül ment Emanuel Boudréhoz. Kerstan anyja Saazban hunyt el 1868-ban. Kerstan tanulmányait Bécsben folytatta.
Felesége Berta C. Hoppe volt (született: 1849, Prága), házasságából egy fiú, Ludwig Karl Kerstan született (1874, Bécs). Kerstan nagybátyja és keresztapja Carl Kerstan (1796-1879) volt, a Krauss and Kerstan vállalat tulajdonosa volt. Felesége Berta Johann Christian Hoppe és Maria Biedermann lánya volt. Kerstan apósa nagykereskedő és a Bécs melletti Schellenhof sörfőzde tulajdonosa volt. Felesége nagyapja a híres orvos Alois Fiedler (1765-1840), dékán, a Bécsi Egyetem rektora volt. Írói álneve Alatheia volt.

## Válogatott munkái
- Sapere aude (regény), 3 kötet, 1890–91
- Die unsinnige Richtung der modernen Bildermalerei und wirkliche Kunst, 1896–97
- Rechts- oder Unrechtspflege? Anregungen und Beitrr. zu einer Begriffswiss, 1899
- Schutz gegen Rechtswillkür, 1908

## Külső hivatkozások
- Meditáló arab férfi című festménye

## Fordítás
- Ez a szócikk részben vagy egészben  a   Karl Ludwig Ferdinand Kerstan című német Wikipédia-szócikk ezen változatának fordításán alapul.  Az eredeti cikk szerkesztőit annak laptörténete sorolja fel. Ez a jelzés csupán a megfogalmazás eredetét és a szerzői jogokat jelzi, nem szolgál a cikkben szereplő információk forrásmegjelöléseként.